# Campeonato Centroamericano y del Caribe 1951
El Campeonato Centroamericano y del Caribe 1951 fue la quinta edición del Campeonato Centroamericano y del Caribe de Fútbol, torneo más importante de la extinta Confederación de Centroamérica y el Caribe de Fútbol, CCCF. El torneo empezó el 25 de febrero y culminó el 4 de marzo de 1951.
Esta fue la edición donde menos participantes hubo debido a la epidemia de polio. Todos los partidos fueron en la Ciudad de Panamá y el campeón fue el anfitrión Panamá, gracias al título, se calificó al Campeonato Panamericano 1952.

## Organización

### Sede
| Ciudad de Panamá              |
| ----------------------------- |
| Estadio Olímpico de Panamá    |
| Capacidad: 7 500 espectadores |
|                               |

### Equipos participantes
| Equipos participantes | Equipos participantes | Equipos participantes |
| --------------------- | --------------------- | --------------------- |
| Costa Rica            | Nicaragua             | Panamá                |

- Costa Rica fue con un equipo suplente.

## Resultados

### Clasificación
| Equipo     | Pts. | PJ | PG | PE | PP | GF | GC | Dif |
| ---------- | ---- | -- | -- | -- | -- | -- | -- | --- |
| Panamá     | 7    | 4  | 3  | 1  | 0  | 13 | 3  | 10  |
| Costa Rica | 5    | 4  | 2  | 1  | 1  | 13 | 5  | 8   |
| Nicaragua  | 0    | 4  | 0  | 0  | 4  | 4  | 22 | -18 |

### Partidos
| 25 de febrero de 1951 | Costa Rica                                    | 8:1 (4:1) | Nicaragua  | Estadio Olímpico, Ciudad de Panamá |                       |
|                       | Meza 7', ?', ?', ?' · Esquivel ?', ?', ?', ?' |           | Navarro ?' | Árbitro(s): Parchment              | Árbitro(s): Parchment |

| 27 de febrero de 1951                                              | Panamá                            | 2:0 (0:0) | Costa Rica | Estadio Olímpico, Ciudad de Panamá |                        |
|                                                                    | Tejada 47' (pen.) · L. Rangel 77' |           |            | Árbitro(s): Elias Coll             | Árbitro(s): Elias Coll |
| Luis Carlos Rangel falló un penalti en el primer tiempo (atajado). |                                   |           |            |                                    |                        |

| 28 de febrero de 1951 | Panamá                                 | 4:0 | Nicaragua | Estadio Olímpico, Ciudad de Panamá |                        |
|                       | H. Rangel ?' · Arana ?', ?' · Ponce ?' |     |           | Árbitro(s): Elias Coll             | Árbitro(s): Elias Coll |

| 2 de marzo de 1951                     | Costa Rica   | 1:1 (0:0) | Panamá    | Estadio Olímpico, Ciudad de Panamá |                        |
|                                        | Alvarado 85' |           | Arana 75' | Árbitro(s): Elias Coll             | Árbitro(s): Elias Coll |
| Fello Meza falló un penalti (atajado). |              |           |           |                                    |                        |

| 3 de marzo de 1951 | Nicaragua | 1:4 | Costa Rica | Estadio Olímpico, Ciudad de Panamá |  |

| 4 de marzo de 1951 | Nicaragua                | 2:6 (1:4) | Panamá                                           | Estadio Olímpico, Ciudad de Panamá |  |
|                    | Argüello ?' · Cordero ?' |           | Arana 12', ?', ?' · Valdés 24' · De Bello ?', ?' |                                    |  |

|                            |
| Bandera de Panamá          |
| Campeón Panamá 1.er título |